# Duele (canción de Lu)
«Duele» es una canción grabada por los cantantes de Lu y fue escrita por Mario Sandoval. Fue lanzada al mercado musical el 26 de enero de 2004 como el primer sencillo de su carrera musical. La canción sería más tarde publicada en plataformas digitales obteniendo más de 7 millones de visualizaciones en YouTube, y más de 5 millones de reproducciones en Spotify.

## Video musical
El vídeo musical de «Duele» fue publicado el 26 de octubre de 2009 en la plataforma digital YouTube, fue producido por Warner Music Latina. Cuenta con más de 7 millones de reproducciones.

## Lista de canciones

### Descarga digital
| Duele— Single |         |          |  |
| N.º           | Título  | Duración |  |
| 1.            | «Duele» | 4:28     |  |